# Asteropteron setiferum
Asteropteron setiferum är en kräftdjursart som beskrevs av Louis S. Kornicker och Caraion 1974. Asteropteron setiferum ingår i släktet Asteropteron och familjen Cylindroleberididae. Inga underarter finns listade.